# Orites
Orites (grec oreitai, llatí Oritae) foren un poble de la costa de Gedròsia que va trobar Alexandre el Gran al seu retorn des de l'Índia cap a Pèrsia el 326 aC. El seu nom apareix com Oritae, Oritai, Ori o Oroi i Horitae. Segons Flavi Arrià eren indis que portaven la mateixa vestimenta i armes que els indis però eren diferents en les seves institucions i costums. Estrabó diu que eren una raça que vivia sota les seves pròpies lleis, i anaven armats amb javelines endurides a la punta pel foc i enverinades. El seu nom podria derivar d'una ciutat anomenada Haúr, esmentada per Curci al Mekran.